# ミリタリーアタック
ミリタリーアタック(英:Military Attack、香:軍事出撃)とは、アイルランドで生産、イギリス・香港で調教されていた競走馬である。主な勝ち鞍は、2013年のクイーンエリザベス2世カップ、シンガポール航空国際カップ。

## 戦績
3歳時(2011年)
当初はレイヴ(英:Rave)という馬名で、5月にケンプトンパーク競馬場で行われた未勝利戦にてデビューした。7月までに計6戦3勝の成績を残して、香港へ移籍。その際に去勢され騸馬になり、馬名もミリタリーアタックへと改名された。
2011/12年シーズン
2012年1月にハッピーバレー競馬場でのハンデ戦にて、移籍後デビュー勝ちを収める。その後は香港ダービーに出走するがアキードモフィードの6着に敗れる。5月のハンデ戦にて再び勝利を挙げるが次走のハンデ戦は3着に敗れ、計6戦2勝でシーズンを終えた。
2012/13年シーズン
10月のシャティントロフィーから始動。しかし、ここを4着に敗れると初重賞となった次走のジョッキークラブマイル、初GIの香港カップをそれぞれ5着と9着に敗れる。2012年内は目ぼしい勝利を挙げることはできなかったが、翌2013年1月には香港GIIIのジャニュアリーカップを勝利した。その後は香港スチュワーズカップとセンテナリーヴァーズを9着と6着に敗れるが、次走の香港GIゴールドカップを勝利すると続く香港GIIIプレミアプレートも連勝、GIクイーンエリザベス2世カップへと出走した。出走馬には香港ダービーで敗れたアキードモフィードや日本からはエイシンフラッシュといった顔ぶれがそろったが、レースでは好位から抜け出すと2着のカリフォルニアメモリーらを抑えて優勝した。さらに連勝の勢いでシンガポールへ遠征、シンガポール航空国際カップへ挑んだ。レースでは同厩のダンエクセルに3馬身差をつけて圧勝、GI連勝を飾ると共にジョン・ムーア師にとってはこれが初の海外GIタイトルとなった。これらの活躍により、7月に行われたシーズンの各種表彰において香港馬王(香港年度代表馬)に選出された。また、同時に最優秀中距離馬と最優秀人気馬にも選出された。
2013/14年シーズン
前シーズンと同じくシャティントロフィーから始動するが6着、次走のジョッキークラブカップも3着に敗れると年末の香港カップと翌2014年の香港スチュワーズカップもそれぞれ4着に敗れたものの、次走の香港ゴールドカップではダンエクセルに3馬身差で圧勝し、同レース連覇を達成した。しかし、その後はドバイワールドカップで10着に大敗すると、連覇を狙ったクイーンエリザベス2世カップではデザインズオンロームとの叩き合いに敗れて惜しくも2着、前年優勝したシンガポール航空国際カップでもダンエクセルの3着に敗れてシーズンを終えた。
2014/15年シーズン
10月のシャティントロフィーで勝利を飾るが、次走のジョッキークラブカップと香港カップを2着に惜敗。翌2015年の香港ゴールドカップとクイーンエリザベス2世カップも敗れ、2勝目を狙ったシンガポール航空国際カップはまたもダンエクセルの2着に惜敗し、勝ちきれないレースが続いたままシーズンを終えた。
2015/16年シーズン～2016/17年シーズン
シャティントロフィーで3着した後のジョッキークラブカップで久々の勝利を飾るが、その後はGIなどを6戦するも勝利を挙げることはできず、最高着順はクイーンエリザベス2世カップでのワーザーの2着であった。翌シーズンのジョッキークラブカップで3着に入ったのを最後に現役を引退した。

## 血統表
| ミリタリーアタックの血統 | ミリタリーアタックの血統                       | ミリタリーアタックの血統                       | （血統表の出典）                               | （血統表の出典） |
| 父系                     | ダンジグ系                                     | ダンジグ系                                     | ダンジグ系                                     |                  |
| 父 Oratorio 2002 鹿毛    | 父の父Danehill 1986 鹿毛                       | Danzig 1977                                    | Northern Dancer                                | Northern Dancer  |
| 父 Oratorio 2002 鹿毛    | 父の父Danehill 1986 鹿毛                       | Danzig 1977                                    | Pas de Nom                                     |                  |
| 父 Oratorio 2002 鹿毛    | 父の父Danehill 1986 鹿毛                       | Razyana 1981                                   | His Majesty                                    | His Majesty      |
| 父 Oratorio 2002 鹿毛    | 父の父Danehill 1986 鹿毛                       | Razyana 1981                                   | Spring Adieu                                   |                  |
| 父 Oratorio 2002 鹿毛    | 父の母Mahrah 1987 栗毛                         | Vaguely Noble 1965                             | Vienna                                         | Vienna           |
| 父 Oratorio 2002 鹿毛    | 父の母Mahrah 1987 栗毛                         | Vaguely Noble 1965                             | Noble Lassie                                   |                  |
| 父 Oratorio 2002 鹿毛    | 父の母Mahrah 1987 栗毛                         | Montage 1981                                   | Alydar                                         | Alydar           |
| 父 Oratorio 2002 鹿毛    | 父の母Mahrah 1987 栗毛                         | Montage 1981                                   | Katonka                                        |                  |
| 母 Almaaseh 1988 鹿毛    | 母の父Dancing Brave 1983 鹿毛                  | Lypard 1969                                    | Northern Dancer                                | Northern Dancer  |
| 母 Almaaseh 1988 鹿毛    | 母の父Dancing Brave 1983 鹿毛                  | Lypard 1969                                    | Goofed                                         |                  |
| 母 Almaaseh 1988 鹿毛    | 母の父Dancing Brave 1983 鹿毛                  | Navjo Princess 1974                            | Drone                                          | Drone            |
| 母 Almaaseh 1988 鹿毛    | 母の父Dancing Brave 1983 鹿毛                  | Navjo Princess 1974                            | Olmec                                          |                  |
| 母 Almaaseh 1988 鹿毛    | 母の母Al Bahathri 1982 栗毛                    | Blushing Groom 1974                            | Red God                                        | Red God          |
| 母 Almaaseh 1988 鹿毛    | 母の母Al Bahathri 1982 栗毛                    | Blushing Groom 1974                            | Runaway Bride                                  |                  |
| 母 Almaaseh 1988 鹿毛    | 母の母Al Bahathri 1982 栗毛                    | Chain Store 1972                               | Nodouble                                       | Nodouble         |
| 母 Almaaseh 1988 鹿毛    | 母の母Al Bahathri 1982 栗毛                    | Chain Store 1972                               | General store                                  |                  |
| 母系(F-No.)              | 9号族(FN:9)                                    | 9号族(FN:9)                                    | 9号族(FN:9)                                    |                  |
| 5代内の近親交配          | Northern Dancer4×4=12.50%、Natalma=5×5×5=9.38% | Northern Dancer4×4=12.50%、Natalma=5×5×5=9.38% | Northern Dancer4×4=12.50%、Natalma=5×5×5=9.38% |                  |